# Giuseppe Colombo (politiker)
Giuseppe Colombo, född 18 december 1836 i Milano, död där 16 januari 1921, var en italiensk ingenjör och politiker. 
Colombo var professor vid högre tekniska institutet i Milano och president för vetenskapsakademien, varjämte han införde elektrisk belysning i staden.  År 1886 valdes han till stadens ombud i deputeradekammaren, där han tog plats bland den moderata högern och utmärkte sig såsom talare i synnerhet i skattefrågor. Han bekämpade statsutgifternas omåttliga ökning samt Francesco Crispis hela in- och utrikespolitik.
Det var Giuseppe Colombo som arbetade för införandet av elektricitet i Italien enligt "System Edison" och som ledde fram till bildandet av elbolaget Edison.
År 1891 kallades Colombo till finansminister i Antonio di Rudinìs första kabinett, men avgick i april 1892, då han icke ville biträda förslagen om skattehöjningar. I Rudinìs nya kabinett, mars 1896, blev han åter minister, men avgick 11 juli samma år. År 1899 valdes Colombo till kammarpresident, men föll igenom vid nyvalen 1900 på grund av det hat han ådragit sig hos de radikala genom sitt kraftiga bekämpande av obstruktionen i kammaren samma år och utnämndes därefter till senator. Han författade flera arbeten i ingenjörfacket, bland annat Manuale dell' ingegnere civile ed industriale (1877; många upplagor).